# خسوف القمر سبتمبر 2025
| الخسوف الكلي للقمر 7 سبتمبر 2025                                                        | الخسوف الكلي للقمر 7 سبتمبر 2025 |
| --------------------------------------------------------------------------------------- | -------------------------------- |
| مسير الشمس في الشمال سيمر القمر من الغرب إلى الشرق (من اليمين إلى اليسار) عبر ظل الأرض. |                                  |
| ساروس (وعضو)                                                                            | 128 (41 من 71)                   |
| جاما                                                                                    | -0.2752                          |
| المدة (hr: mn: sc)                                                                      |                                  |
| الكلية                                                                                  | 1:22:06                          |
| جزئي                                                                                    | 3:29:24                          |
| شبه الظل                                                                                | 5:26:40                          |
| جهات الاتصال ( UTC )                                                                    |                                  |
| P1                                                                                      | 15:28:21                         |
| U1                                                                                      | 16:27:02                         |
| U2                                                                                      | 17:30:41                         |
| أعظم                                                                                    | 18:11:43                         |
| U3                                                                                      | 18:52:47                         |
| U4                                                                                      | 19:56:26                         |
| ص 4                                                                                     | 20:55:00                         |

سيحدث خسوف كلي للقمر في 7 سبتمبر 2025. بالكاد سيفوت القمر مركز ظل الأرض.

## الرؤية
سيكون مرئيًا تمامًا في معظم أنحاء آسيا وأستراليا وشرق إفريقيا ، وسيظهر فوق بقية إفريقيا وأوروبا ، ويغطي شرق آسيا ونيوزيلندا.

## الخسوفات ذات الصلة

### كسوف 2025
- خسوف كلي للقمر في 14 مارس .
- كسوف جزئي للشمس في 29 مارس .
- خسوف كلي للقمر في 7 سبتمبر.
- كسوف جزئي للشمس في 21 سبتمبر .

### سلسلة السنة القمرية
| تدور أحداث سلسلة خسوف القمر في الفترة من 2024 إلى 2027 | تدور أحداث سلسلة خسوف القمر في الفترة من 2024 إلى 2027 | تدور أحداث سلسلة خسوف القمر في الفترة من 2024 إلى 2027 | تدور أحداث سلسلة خسوف القمر في الفترة من 2024 إلى 2027 | تدور أحداث سلسلة خسوف القمر في الفترة من 2024 إلى 2027 | تدور أحداث سلسلة خسوف القمر في الفترة من 2024 إلى 2027 | تدور أحداث سلسلة خسوف القمر في الفترة من 2024 إلى 2027 |
| ------------------------------------------------------ | ------------------------------------------------------ | ------------------------------------------------------ | ------------------------------------------------------ | ------------------------------------------------------ | ------------------------------------------------------ | ------------------------------------------------------ |
| عقدة تنازلية                                           | عقدة تنازلية                                           | عقدة تنازلية                                           |                                                        | عقدة تصاعدية                                           | عقدة تصاعدية                                           | عقدة تصاعدية                                           |
| ساروس                                                  | تاريخ                                                  | نوع الرؤية                                             | ساروس                                                  | تاريخ الرؤية                                           | نوع الرؤية                                             |                                                        |
| 113                                                    | 2024 مارس 25 [الإنجليزية]                              | شبه الظل                                               | 118                                                    | 2024 سبتمبر 18                                         | الجزئي                                                 |                                                        |
| 123                                                    | 2025 مارس 14 [الإنجليزية]                              | الكلي                                                  | 128                                                    | 2025 سبتمبر 07                                         | الكلي                                                  |                                                        |
| 133                                                    | 2026 مارس 03                                           | الكلي                                                  | 138                                                    | 2026 أغسطس 28 [الإنجليزية]                             | الجزئي                                                 |                                                        |
| 143                                                    | 2027 Feb 20 [الإنجليزية]                               | شبه الظل                                               | 148                                                    | 2027 أغسطس 17 [الإنجليزية]                             | شبه الظل                                               |                                                        |
|                                                        |                                                        |                                                        |                                                        |                                                        |                                                        |                                                        |
| آخر مجموعة                                             | 2023 مايو 05                                           | 2023 مايو 05                                           | آخر مجموعة                                             | 2023 أكتوبر 28                                         | 2023 أكتوبر 28                                         |                                                        |
|                                                        |                                                        |                                                        |                                                        |                                                        |                                                        |                                                        |
| المجموعة التالية                                       | 2028 Jan 12 [الإنجليزية]                               | 2028 Jan 12 [الإنجليزية]                               | المجموعة التالية                                       | 2027 يوليو 18 [الإنجليزية]                             | 2027 يوليو 18 [الإنجليزية]                             |                                                        |

### سلسلة ساروس
سلسلة ساروس القمر 128 ، التي تتكرر كل 18 عامًا و 11 يومًا ، بها ما مجموعه 71 حدثًا من خسوف القمر بما في ذلك 57 خسوفًا للقمر (42 خسوفًا جزئيًا للقمر و 15 خسوفًا كليًا للقمر). يتداخل ساروس 135 مع هذا القمر مع حدث يحدث كل 9 سنوات 5 أيام بالتناوب بين كل سلسلة ساروس .
| الأعظم                                                                         | الأول         | الأول         | الأول        | الأول         |
| ------------------------------------------------------------------------------ | ------------- | ------------- | ------------ | ------------- |
| The الأعظم حدث كسوف الأعظم للمسلسل في عام 1953 في 26 يوليو ، واستمر 108 دقيقة. | شبه الظل      | الجزئي        | الكلي        | المركزي       |
| The الأعظم حدث كسوف الأعظم للمسلسل في عام 1953 في 26 يوليو ، واستمر 108 دقيقة. | 1304 يناير 18 | 1430 سبتمبر 2 | 1845 مايو 21 | 1899 يناير 23 |
| The الأعظم حدث كسوف الأعظم للمسلسل في عام 1953 في 26 يوليو ، واستمر 108 دقيقة. | الآخر         |               |              |               |
| The الأعظم حدث كسوف الأعظم للمسلسل في عام 1953 في 26 يوليو ، واستمر 108 دقيقة. | المركزي       | الكلي         | الجزئي       | شبه الظل      |
| The الأعظم حدث كسوف الأعظم للمسلسل في عام 1953 في 26 يوليو ، واستمر 108 دقيقة. | 2007 أغسطس 28 | 2097 مايو 21  | 2440 مايو 17 | 2566 أغسطس 2  |

| 1917 يوليو 4              | 1917 يوليو 4              | قالب:Ill-WD21935 يوليو 16   | قالب:Ill-WD21935 يوليو 16   | 1953 يوليو 26 [الإنجليزية] | 1953 يوليو 26 [الإنجليزية] |
|                           |                           |                             |                             |                            |                            |
| 1971 أغسطس 6 [الإنجليزية] | 1971 أغسطس 6 [الإنجليزية] | 1989 أغسطس 17 [الإنجليزية]  | 1989 أغسطس 17 [الإنجليزية]  | 2007 أغسطس 28              | 2007 أغسطس 28              |
|                           |                           |                             |                             |                            |                            |
| 2025 سبتمبر 7             | 2025 سبتمبر 7             | 2043 سبتمبر 19 [الإنجليزية] | 2043 سبتمبر 19 [الإنجليزية] | 2061 سبتمبر 29             | 2061 سبتمبر 29             |
|                           |                           |                             |                             |                            |                            |
| 2079 أكتوبر 10            | 2079 أكتوبر 10            | 2097 أكتوبر 21              | 2097 أكتوبر 21              |                            |                            |
|                           |                           |                             |                             |                            |                            |

يحتوي القمر ساروس 128 على 15 خسوفًا إجماليًا للقمر بين 1845 و 2097 (في الأعوام 1845 و 1867 و 1881 و 1899 و 1917 و 1935 و 1953 و 1971 و 1989 و 2007 و 2025 و 2043 و 2061 و 2079 و 2097). يتداخل Solar ساروس 135 مع هذا القمر مع حدث يحدث كل 9 سنوات 5 أيام بالتناوب بين كل سلسلة ساروس .

### دورة ميتونيك (19 سنة)
هذا الكسوف هو الثاني من بين أربع خسوفات للقمر في دورة Metonic في نفس التاريخ ، 7 سبتمبر ، كل منها مفصولة بـ 19 عامًا:
تتكرر دورة ميتونيك تقريبًا كل 19 عامًا وتمثل دورة ساروس بالإضافة إلى سنة قمرية واحدة. نظرًا لأنه يحدث في نفس تاريخ التقويم ، سيكون ظل الأرض في نفس الموقع تقريبًا بالنسبة إلى نجوم الخلفية.
| 1. 2006 مارس 14.99 - شبه الظل (113) 2. 2025 مارس 14.29 ‏ - الكلي (123) 3. 2044 مارس 13.82 [الإنجليزية] - الكلي (133) 4. 2063 مارس 14.67- الجزئي (143) | 1. 2006 سبتمبر 07.79 - الجزئي (118) 2. 2025 سبتمبر 07.76 - الكلي (128) 3. 2044 سبتمبر 07.47 [الإنجليزية] - الجزئي (138) 4. 2063 سبتمبر 07.86 - شبه الظل (148) |
| | |

### دورة نصف ساروس
سيسبق خسوف القمر خسوفًا للشمس ويتبعه 9 سنوات و 5.5 أيام ( نصف ساروس ). يرتبط خسوف القمر هذا بخسوفين حلقيين للشمس من سولار ساروس 135 .
| سبتمبر 1, 2016 | سبتمبر 12, 2034 |
| -------------- | --------------- |
|                |                 |

### سلسلة اينكس
تتكرر اينكس لمدة 20 يومًا أقل من 29 عامًا ، ويتكرر في المتوسط كل 10571.95 يومًا. هذه الفترة تساوي 358 قمرة (شهر متزامن و 388.5 شهر دراكوني. تزيد سلسلة ساروس بواحد في أحداث اينكس المتتالية وتتكرر في العقد القمرية الصاعدة والهابطة بالتناوب.
هذه الفترة هي 383.6734 شهر غير طبيعي (فترة المدار الإهليلجي للقمر). على الرغم من متوسط التحول الزمني 0.05 في اليوم بين الأحداث اللاحقة ، فإن تباين القمر في مداره الإهليلجي في كل حدث يتسبب في اختلاف وقت الكسوف الفعلي بشكل كبير.
| عقدة تصاعدية | عقدة تصاعدية   | عقدة تنازلية | عقدة تنازلية   | عقدة تصاعدية | عقدة تصاعدية   | عقدة تنازلية | عقدة تنازلية   |
| ساروس        | التاريخ        | ساروس        | التاريخ        | ساروس        | التاريخ        | ساروس        | التاريخ        |
| ------------ | -------------- | ------------ | -------------- | ------------ | -------------- | ------------ | -------------- |
| 96           | 1027 أبريل 23  | 97           | 1056 أبريل 2   | 98           | 1085 مارس 14   | 99           | 1114 فبراير 21 |
| 100          | 1143 فبراير 1  | 101          | 1172 يناير 13  | 102          | 1200 ديسمبر 22 | 103          | 1229 ديسمبر 2  |
| 104          | 1258 نوفمبر 12 | 105          | 1287 أكتوبر 22 | 106          | 1316 أكتوبر 2  | 107          | 1345 سبتمبر 12 |
| 108          | 1374 أغسطس 22  | 109          | 1403 أغسطس 2   | 110          | 1432 يوليو 13  | 111          | 1461 يونيو 22  |
| 112          | 1490 يونيو 2   | 113          | 1519 مايو 14   | 114          | 1548 أبريل 22  | 115          | 1577 أبريل 2   |
| 116          | 1606 مارس 24   | 117          | 1635 مارس 3    | 118          | 1664 فبراير 11 | 119          | 1693 يناير 22  |
| 120          | 1722 يناير 2   | 121          | 1750 ديسمبر 13 | 122          | 1779 نوفمبر 23 | 123          | 1808 نوفمبر 3  |
| 124          | 1837 أكتوبر 13 | 125          | 1866 سبتمبر 24 | 126          | 1895 سبتمبر 4  | 127          | 1924 أغسطس 14  |
| 128          | 1953 يوليو 26 ‏ | 129          | 1982 يوليو 6 ‏  | 130          | 2011 يونيو 15  | 131          | 2040 مايو 26   |
| 132          | 2069 مايو 6 ‏   | 133          | 2098 أبريل 15  | 134          | 2127 مارس 28   | 135          | 2156 مارس 7    |
| 136          | 2185 فبراير 14 | 137          | 2214 يناير 27  | 138          | 2243 يناير 7   | 139          | 2271 ديسمبر 17 |
| 140          | 2300 نوفمبر 27 | 141          | 2329 نوفمبر 7  | 142          | 2358 أكتوبر 18 | 143          | 2387 سبتمبر 28 |
| 144          | 2416 سبتمبر 7  | 145          | 2445 أغسطس 17  | 146          | 2474 يوليو 29  |              |                |

## روابط خارجية
- دورة ساروس 128
- 2025 سبتمبر 07 الرؤية :